# Hans Giese
Hansernst Friedrich Giese (Fráncfort del Meno, 26 de junio de 1920 – Saint-Paul-de-Vence, Francia; 21 o 22 de julio de 1970) fue un médico y sexólogo alemán.

## Vida
Hans Giese estudió Medicina, Filosofía y Filología germánica en Friburgo de Brisgovia. Se doctoró en 1943 con la disertación Das Polaritätsprinzip in Goethes Dichtung («El principio de polaridad en la poesía de Goethe»). El 1 de enero de 1942 se inscribió en el partido nazi y tomó clases con Martin Heidegger. Inspirado por el pensamiento de Heidegger, realizó el 28 de enero de 1944 una disertación sobre el tema Untersuchungen zum Wesen der Begegnung («Estudios sobre el ser del encuentro»), que en la actualidad se considera uno de los hitos del movimiento de emancipación homosexual. Caso único en su época, intentó esbozar una «teoría homosexual conforme con el sistema, de la unión entre hombres» (Bernd-Ulrich Hergemöller).
Tras la II Guerra Mundial se doctoró en medicina con la distertación Die Formen männlicher Homosexualität - Untersuchungen an 130 Beispielen («Las formas de la homosexualidad masculina- Estudio de 130 ejemplos»). fundó en abril de 1949 el Institut für Sexualforschung en Kronberg im Taunus. En octubre de 1949 participó junto con Kurt Hiller en la refundación del Wissenschaftlich-Humanitäres Komitee. Pero tardó poco en enemistarse con Hiller. La Universidad Johann Wolfgang Goethe de Fráncfort rechazó su solicitud de habilitación con el argumento de su homosexualidad vivida abiertamente.
En 1957 hizo filmar Anders als du und ich según sus ideas para iniciar una discusión sobre el artículo 175, válido desde el II Reich alemán. El mensaje general era: «los homosexuales son diferentes, pero no son criminales». Consiguió ganar para su proyecto al «director maestro del Tercer Reich» Veit Harlan. Harlan había sido exculpado en varias ocasiones, pero seguía siendo atacado por sus enemigos «antifascistas». Los enemigos de Harlan, incluido Ralph Giordano, que había fracasado en varias ocasiones en sus denuncias contra el director, consiguieron que la película se prohibiese en su forma original. La distribuidora Filmverleih, preocupada por su inversión, hizo que se rodasen escenas nuevas y la volvió a montar, con lo que se adulteró el mensaje original de la película. Se estrenó finalmente con dos títulos Das Dritte Geschlecht («El tercer sexo»), en Austria y Suiza, y Anders als Du und ich en Alemania.
Giese se trasladó en 1958 a Hamburgo, donde pudo realizar finalmente su habilitación y se convirtió en 1965 en catedrático. Su Institut für Sexualforschung fue integrado en la clínica universitaria Hamburg-Eppendorf. 
Simpatizaba con la rama libertaria de la Außerparlamentarische Opposition («Oposición extraparlamentaria»).
Para la editorial Rowohlt-Verlag, dirigió la serie de libros de bolsillo rororo Sexualität a partir de 1968.
Giese tuvo un accidente durante una excursión de montaña y fue encontrado muerto en julio de 1970.

## Publicaciones (selección)
- Serie de monografías Beiträge zur Sexualforschung desde 1952, junto con el siquiatra Hans Bürger-Prinz
- Wörterbuch der Sexualwissenschaft, 1952
- Handbuch der medizinischen Sexualforschung, 1955
- Mensch, Geschlecht, Gesellschaft, 1955 (antología de diversos autores)
- Der homosexuelle Mann in der Welt, 1958 (continúa siendo considerado como obra estándar)